# Iglesia de salón

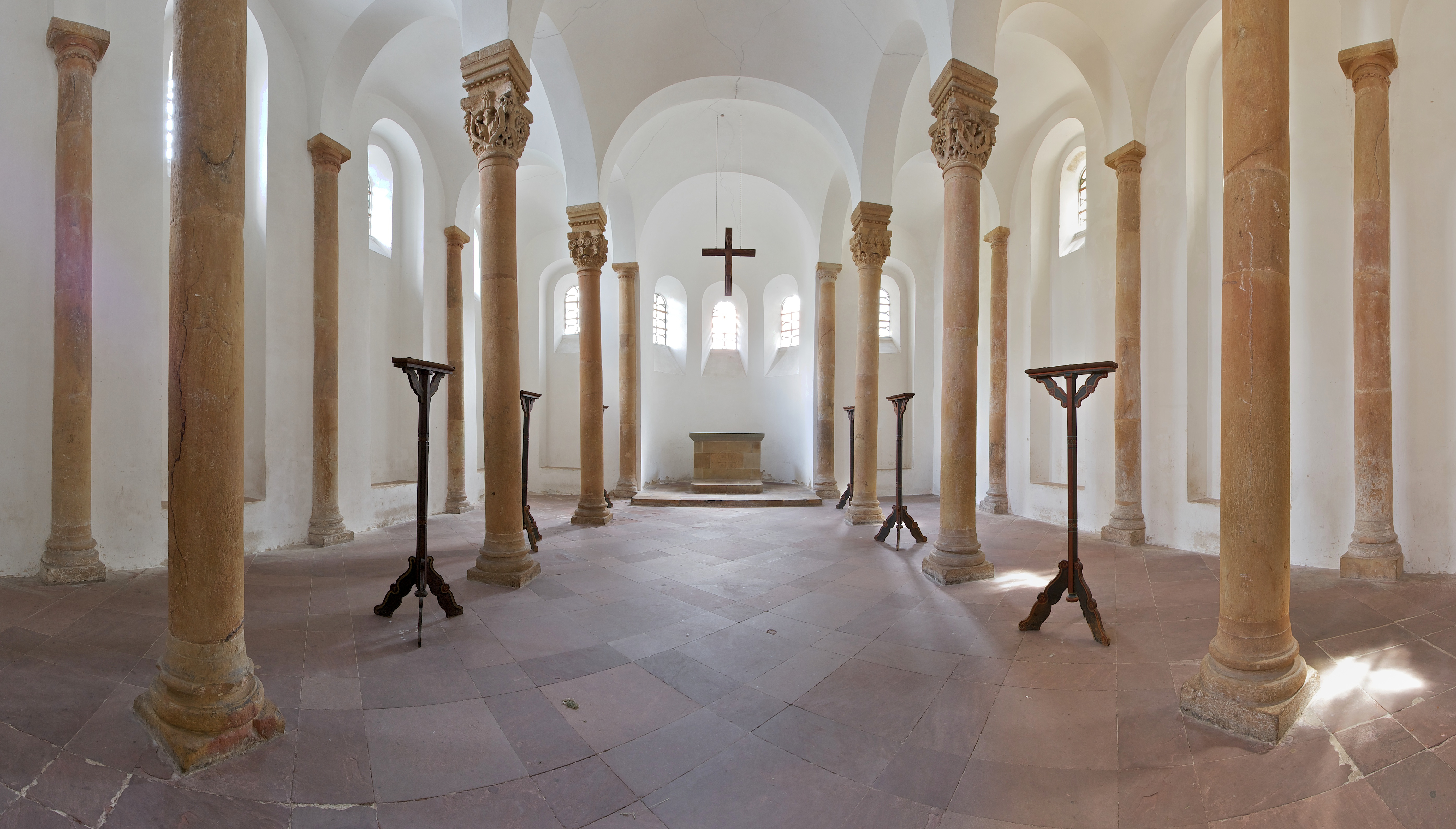
apilla de San Bartolomé, 1017, a Paderborn, Westfalia, la primera iglesia de salón columnaria al norte de los Alpes

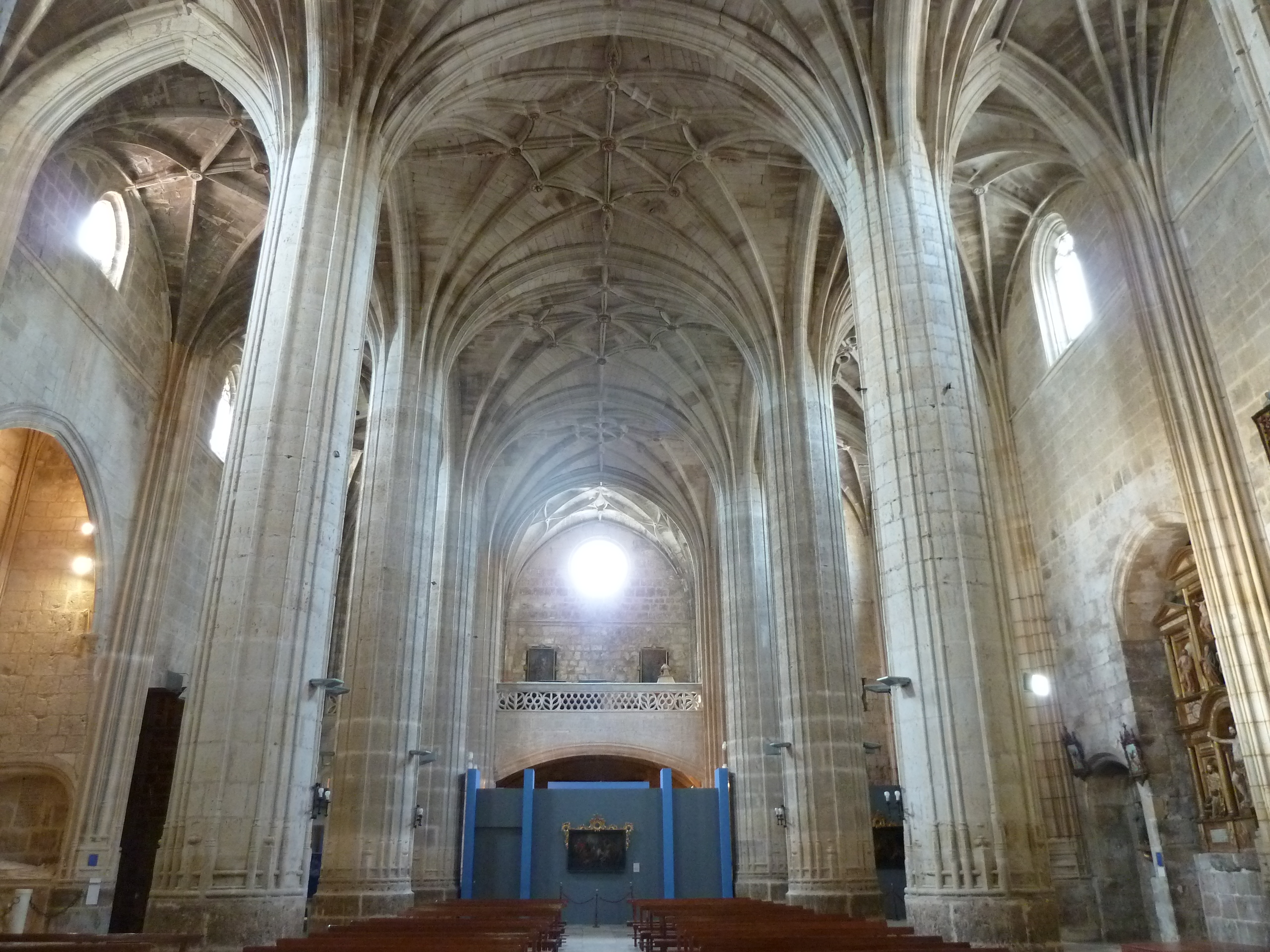
Iglesia de San Juan,, Castrojeriz, prov. de Burgos

La iglesia de salón (en alemán Hallenkirche) es un tipo de construcción arquitectónica de iglesias, en que todas las naves que componen la edificación tienen la misma altura. La mayoría de las iglesias de salón tiene una planta casi rectangular, pero también hay iglesias de salón con planta cruciforme.

## Desarrollo

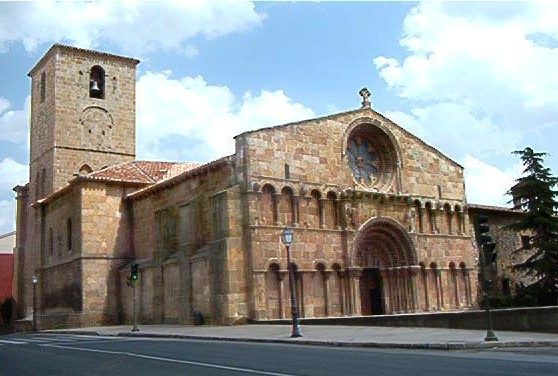
Iglesia de Santo Domingo a Soria
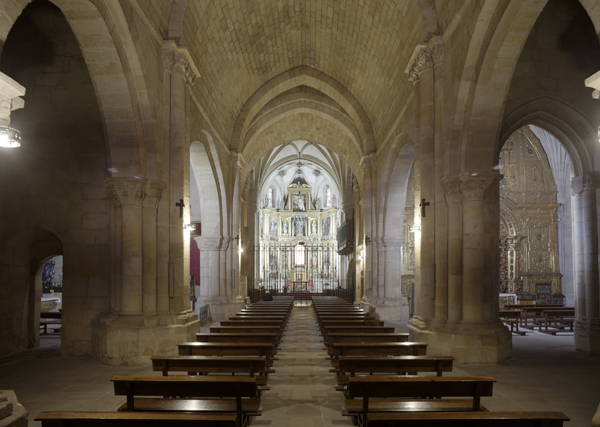
Santo Domingo, Soria, siglo XII
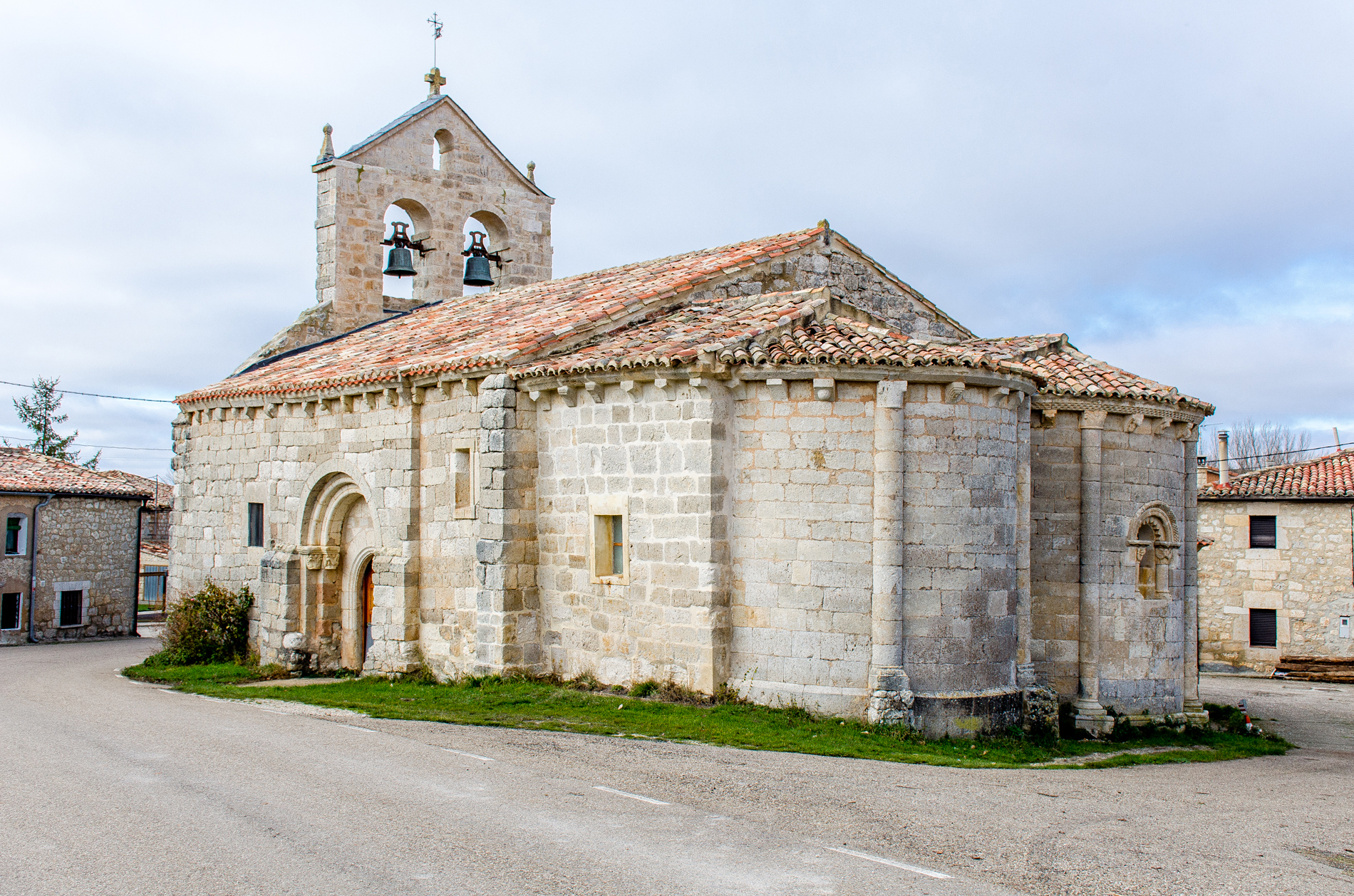
Iglesia de San Martín, Villaute, prov. de Burgos
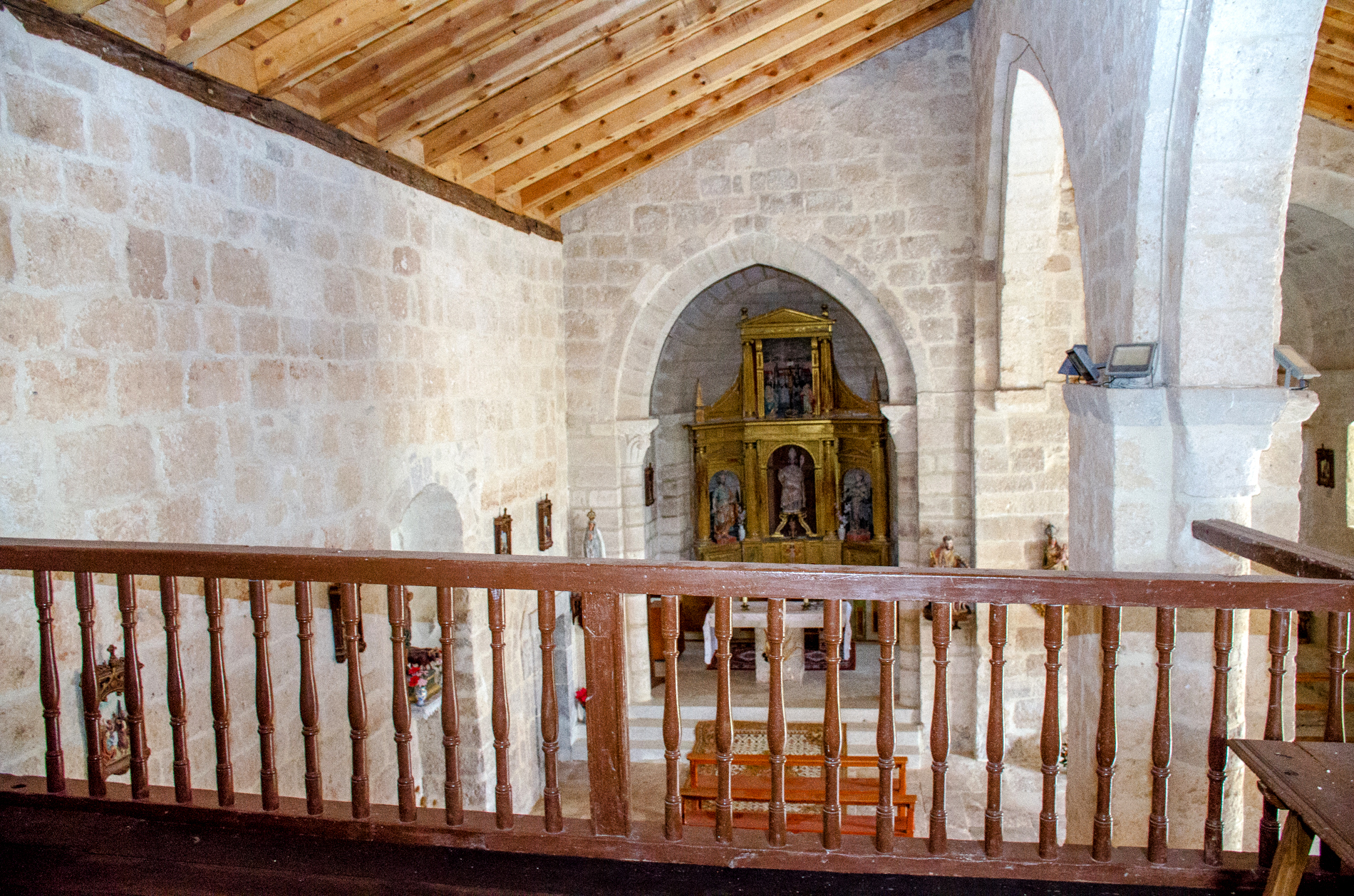
San Martín, Villaute, 1193

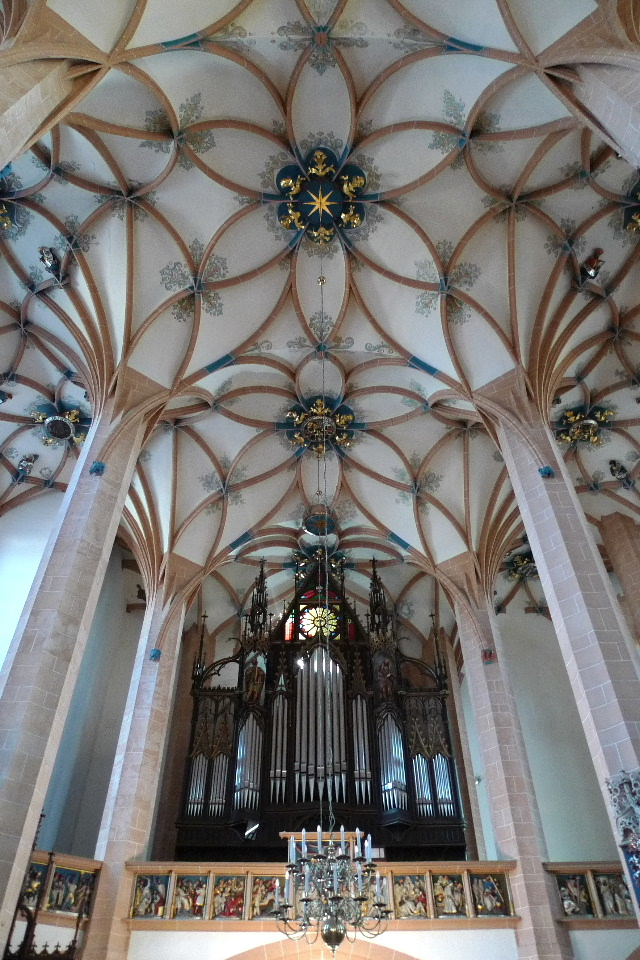
Santa Ana, Annaberg-
Buchholz en Sajonia, perfección de la iglesia de salón columnaria

Comenzó en el período del Románico, entre otras regiones en Poitou, pero también en el norte de España. Fue desarrollada durante el gótico europeo, las versiones con bóvedas sobre todo en Alemania y España, las versiones con techos de madera sobre todo en Inglaterra. En Alemania este tipo de iglesia tenía una larga historia en este país, como la catedral de Paderborn, la iglesia de Santa María de Greifswald o de Santa Isabel en Marburgo, pero fue en los siglos XIII y XIV cuando se hizo más habitual. En España la iglesia de salón columnaria tiene su máxima difusión en Castilla y León (más que 240) y allí en la provincia de Burgos (más que cien). De las más qué 90 iglesias de este tipo en Andalucía más que 40 hay en la provincia de Jaén. Las primeras se introdujo a partir del siglo XIV, teniendo su máxima difusión en las zonas mediterráneas de Valencia, Cataluña y Baleares.

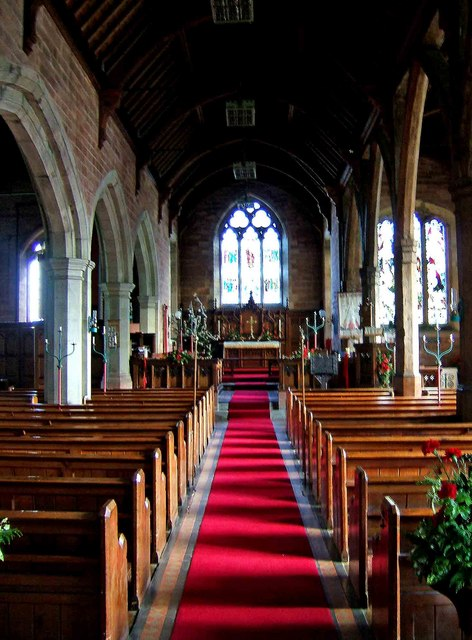
San Leonardo, Ribbesford, Worcestershire, naves laterales del y

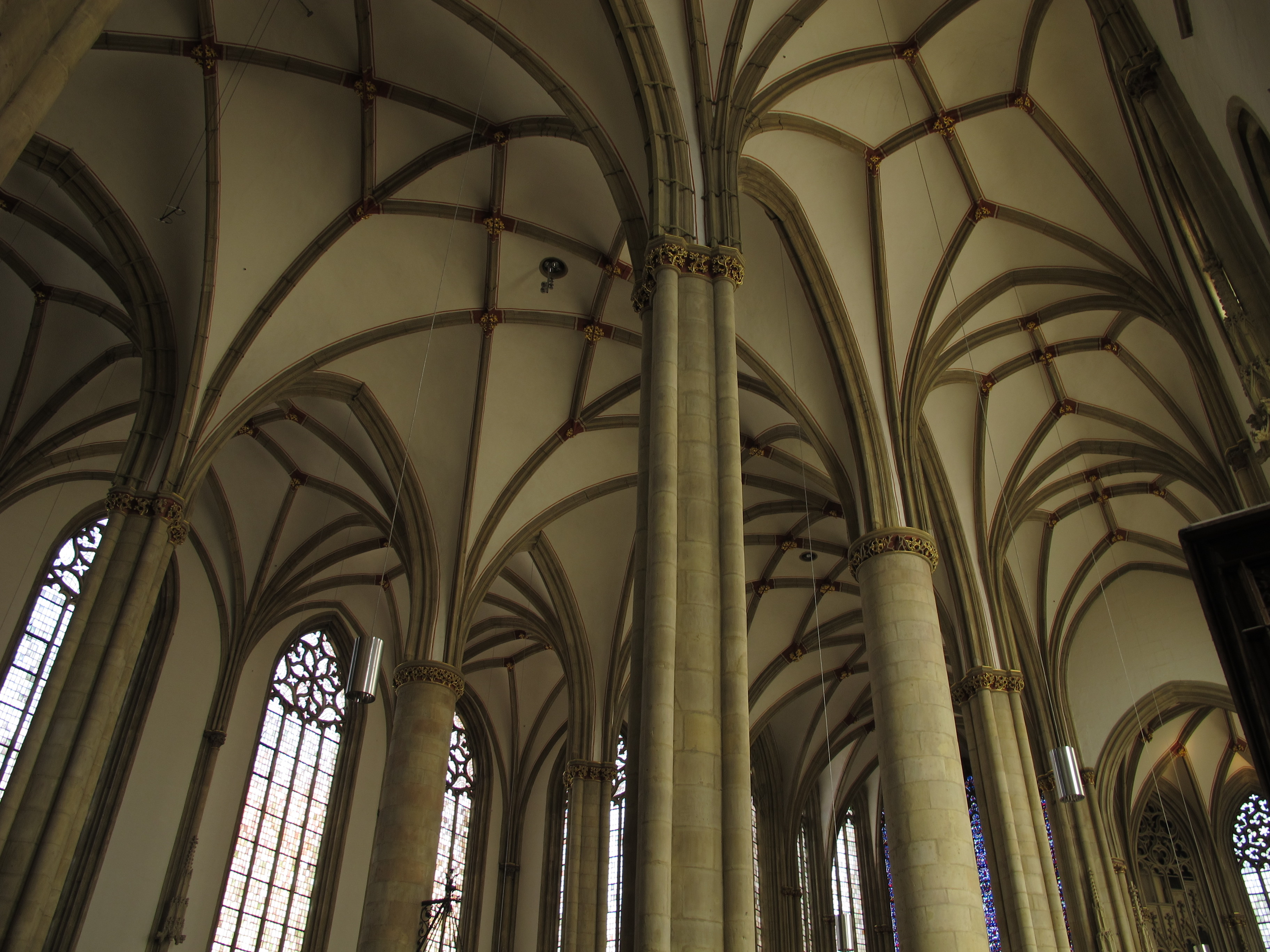
San Lamberto, Münster, Alemania; tres naves de una misma altura

El esquema básico de las iglesias de planta de salón se caracteriza por poseer tres o cinco naves con bóvedas de crucería, de similar altura en todas las naves, en las que la iluminación se realiza a través de las naves laterales. Los espacios interiores son amplios y diáfanos, lo que le otorga el aspecto de un gran salón, que permitía albergar gran cantidad de personas. La planta es de forma rectangular, en las que el transepto no es más ancho que el conjunto de las naves. En muchas ocasiones, estas naves laterales son algo más bajas que la central, sin que se lleguen a abrirse vanos de iluminación directa en la nave central. Los exteriores suelen ser desornamentados, con tendencia hacia la horizontalidad y predominio del macizo sobre el vano, en los que su sistema constructivo no necesita arbotantes.
El templo salón no debe confundirse con las denominadas iglesias sala o de cajón, que son templos de una única nave sin crucero.

## Variantes geográficas de las iglesias de salón
Una variante de las iglesias de salón alemanas son las Hallekerk flamencas, con tres naves de la misma altura y anchura que suelen estar construidas en ladrillo y cubiertas con madera, con tejados a dos aguas y presentan fachadas con remates en tres piñones iguales. En los templos salón originales alemanes las naves laterales suelen ser más estrechas que la principal.
La tipología de iglesias de salón alcanzó también América a partir del último tercio del siglo XVI, llevada por los españoles. En los templos allí construidos se combinó la tradición gótica con la presencia de elementos renacentistas, con plantas rectangulares de tres naves.
Menos conocido, también en España hay numerosos ejemplos.

### Ejemplos de plantas de iglesias de salón

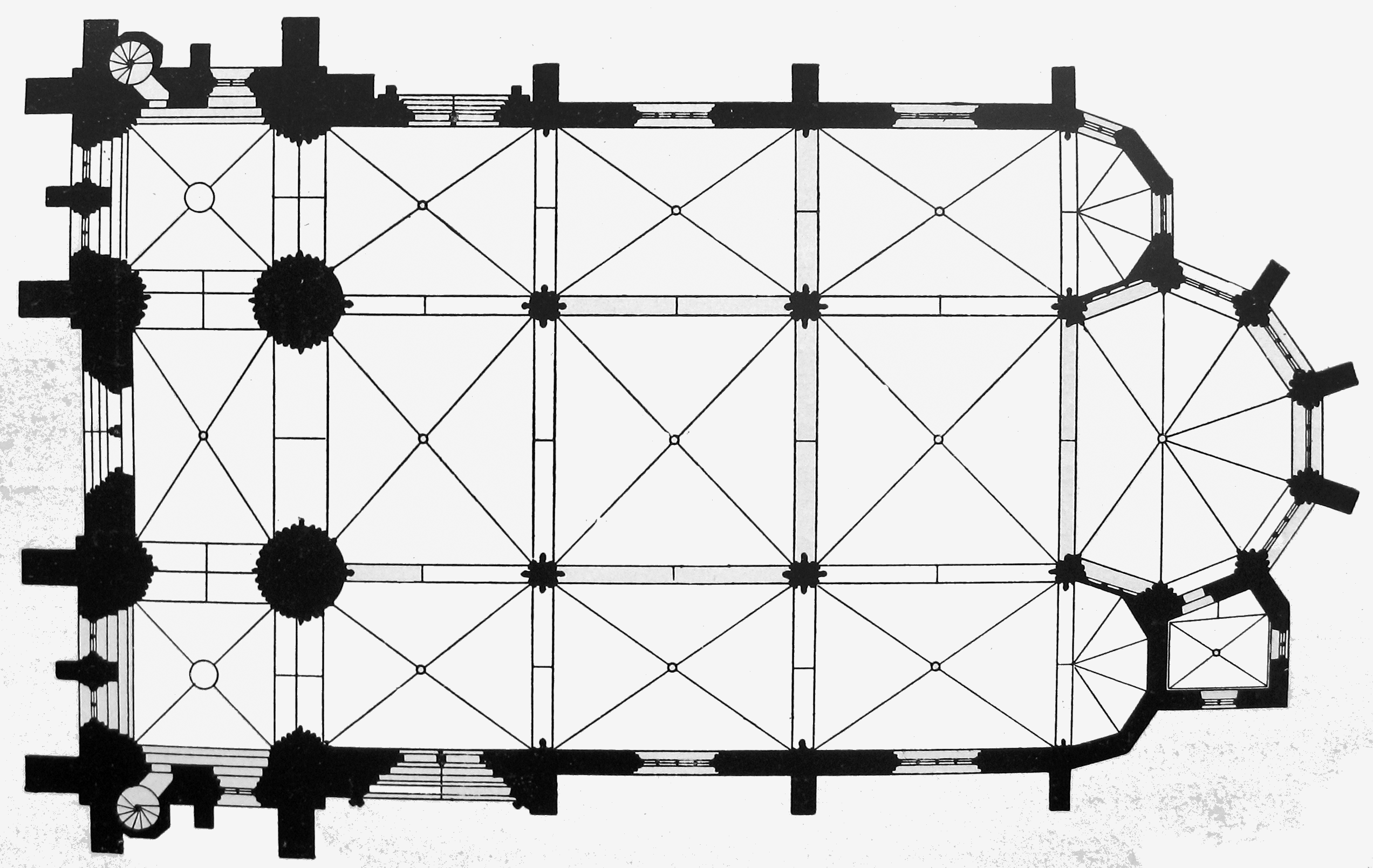
Santa María del Prado (alemán, francès, italiano) de Soest (Westfalia), cuadro westfálico
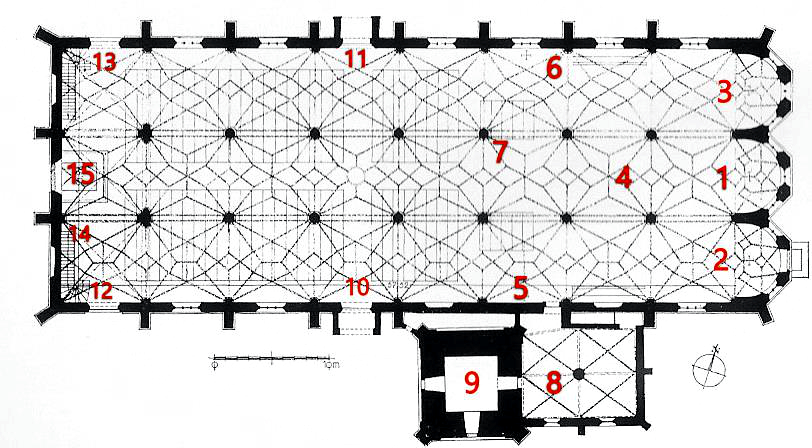
San Martín de Lauingen (artículo alemán) a orillas del Danubio, tres naves iguales
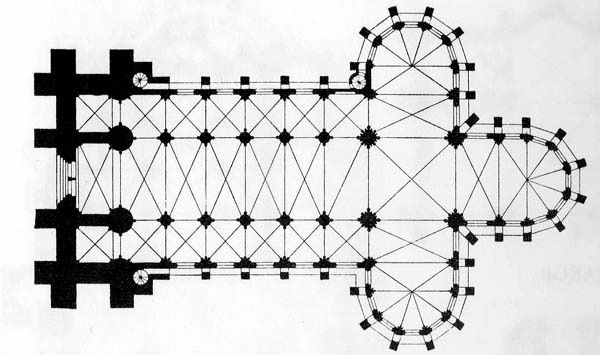
Iglesia de Santa Isabel de Marburgo, iglesia de salón con planta cruciforme
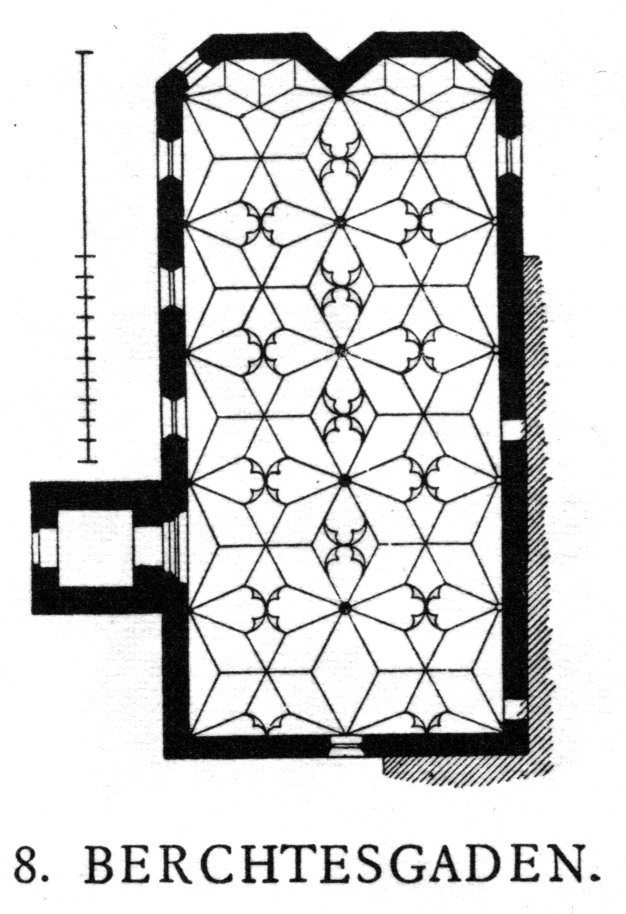
Iglesia franciscana (artículo alemán), Berchtesgaden, Baviera, dos naves

## Esquemas de sección

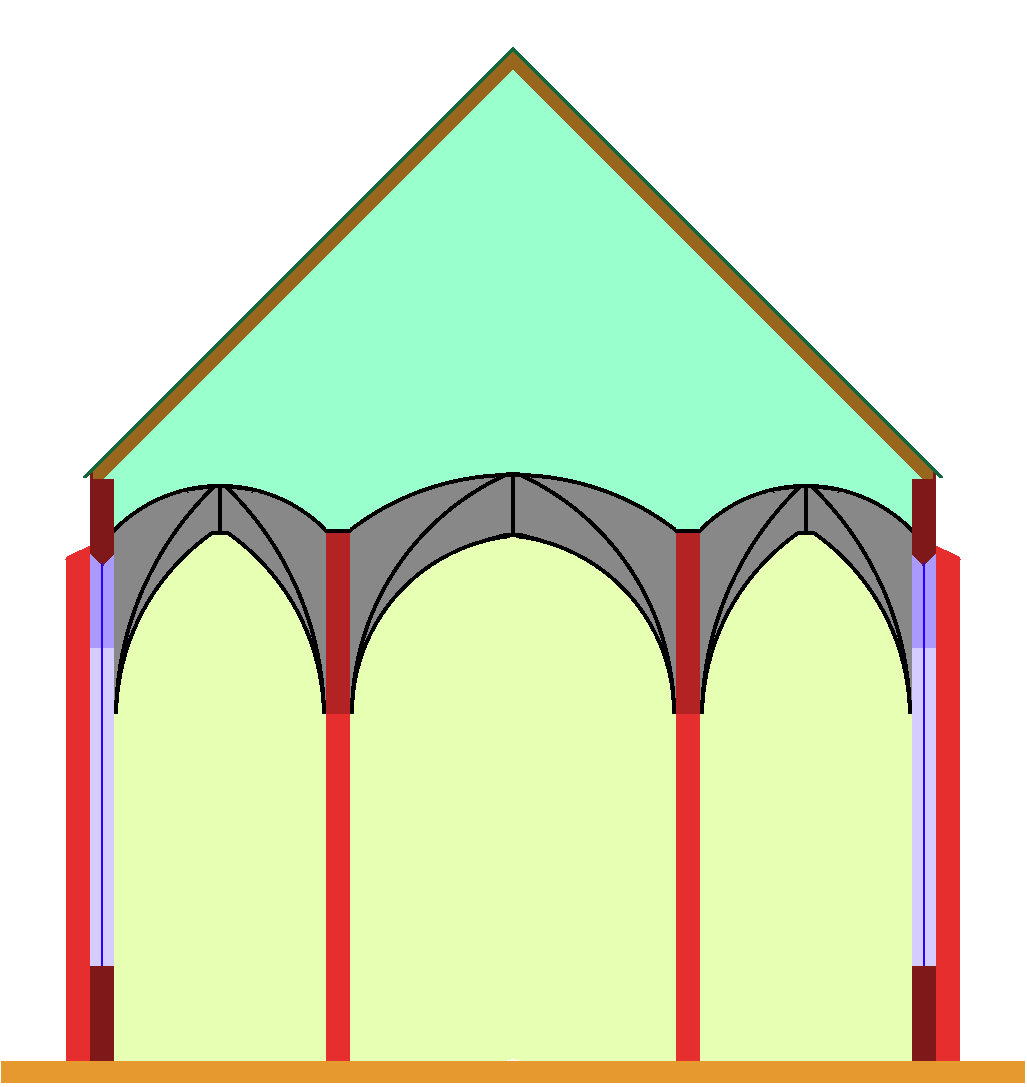
Planta de salón. En lugar de un gran tejado longitudinal puede tener tejados transversales.
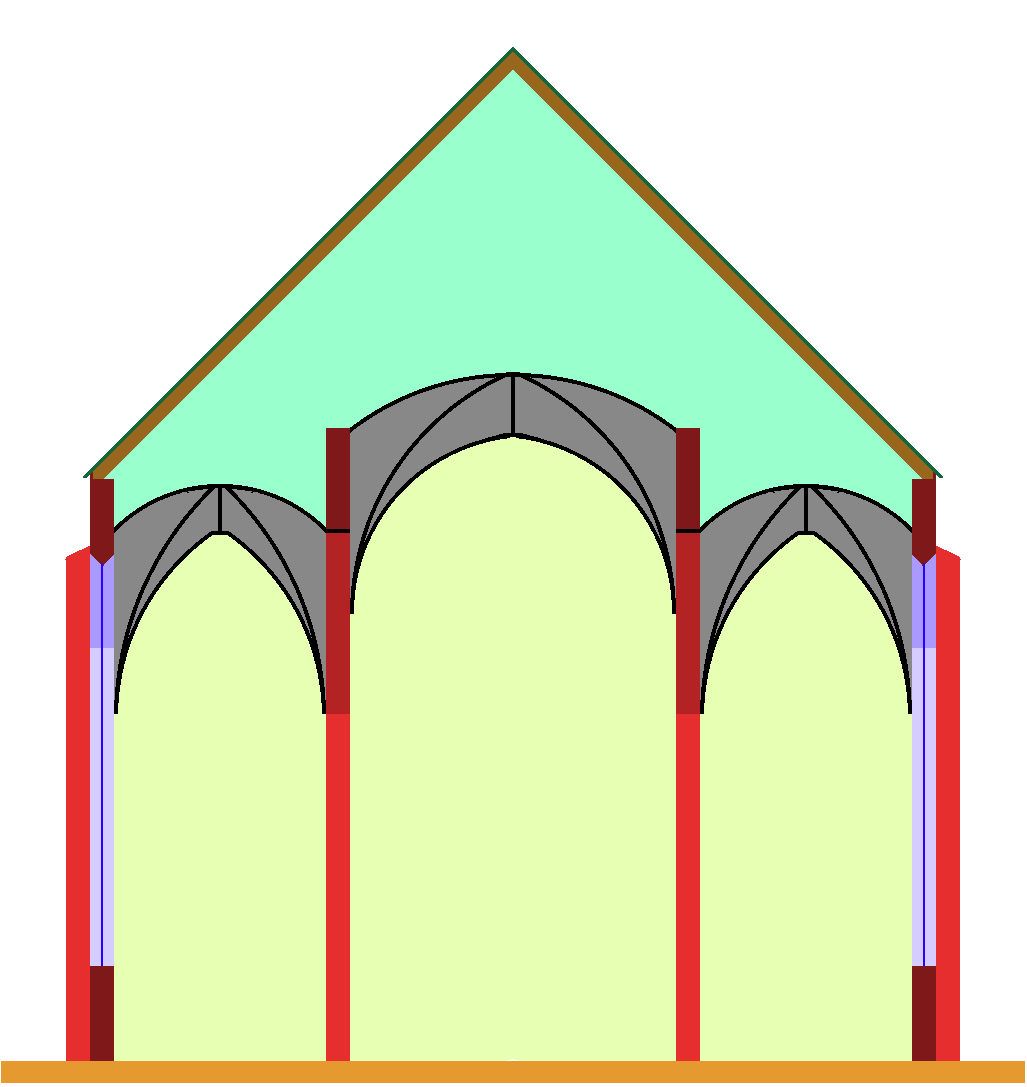
Planta de salón escalonada: hay alturas diferentes, pero la nave central no tiene una planta más.
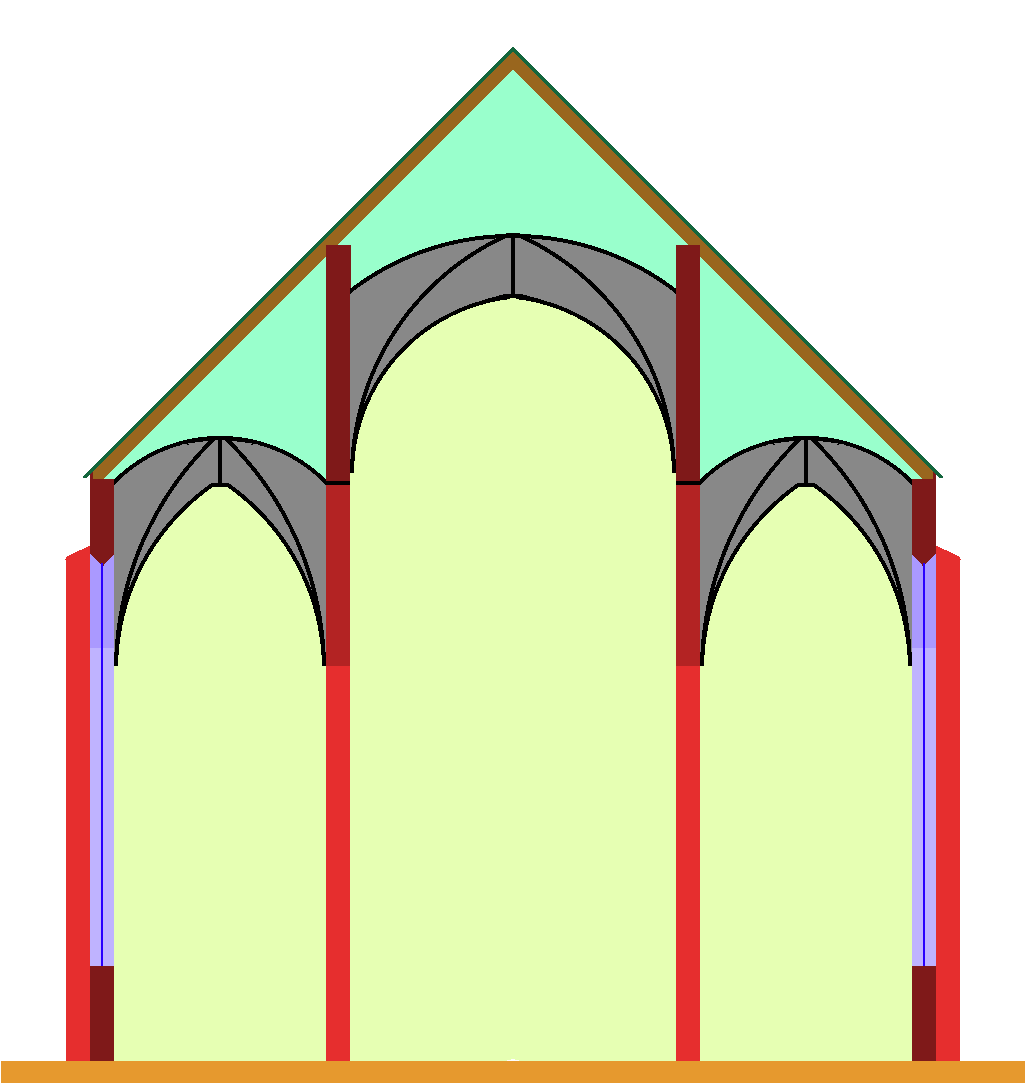
Pseudobasílica: la nave central tiene una planta más, pero no tiene ventanas arriba.
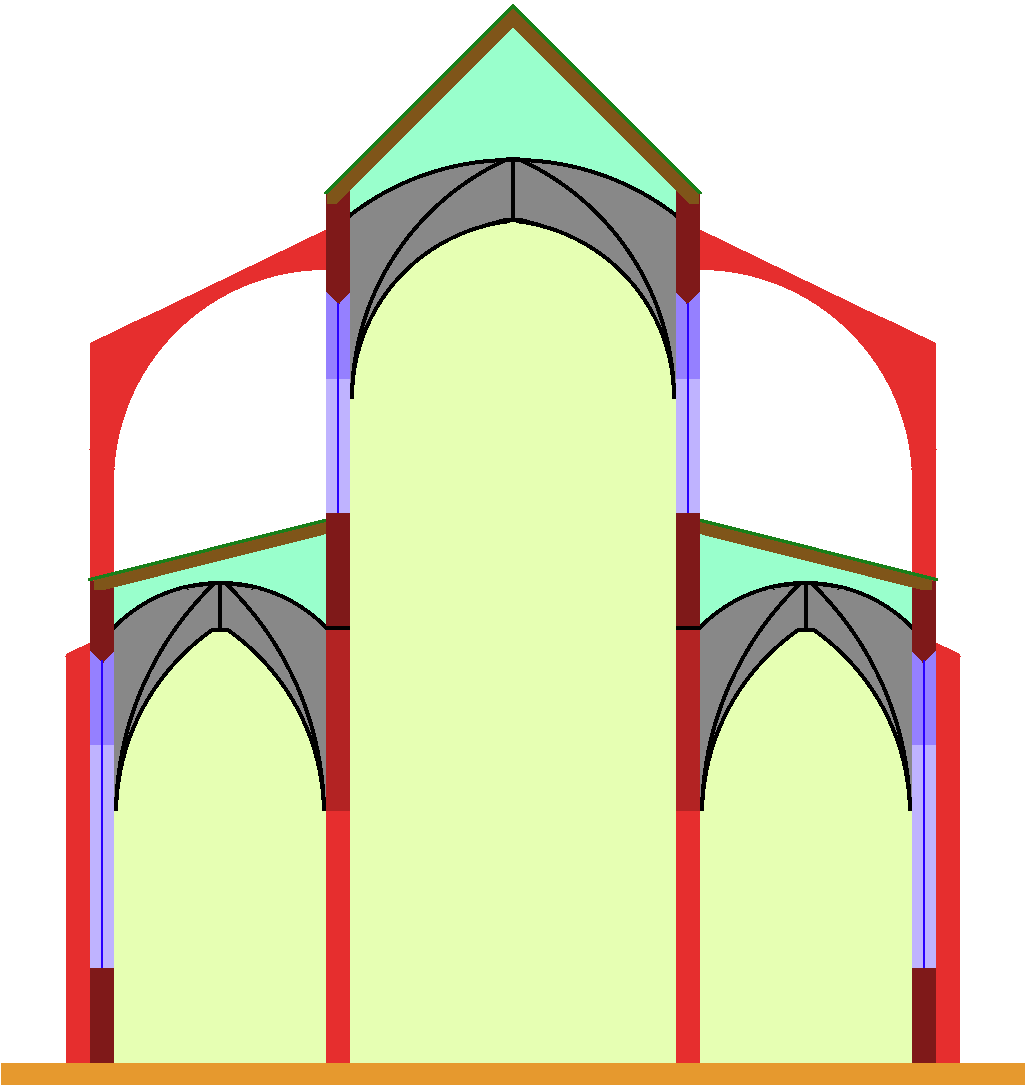
Basílica: La nave central tiene una planta más y ventanas arriba.
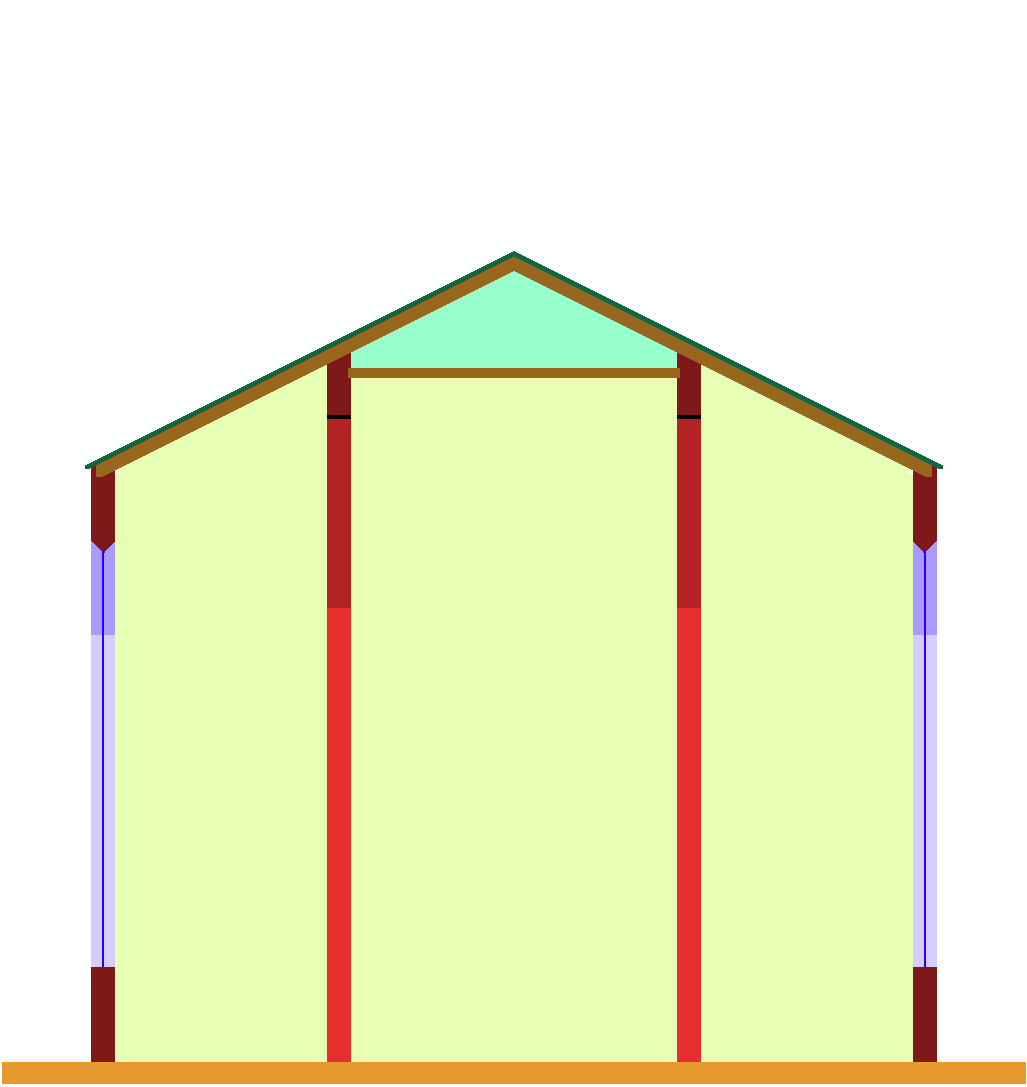
Planta de salón con arcos, pero sin bóvedas

## Iglesias de salón columnarias en España

### Andalucía
| Lugar                | Iglesia                                    | Estilo         | Imágenes | Imágenes |
| -------------------- | ------------------------------------------ | -------------- | -------- | -------- |
| Baeza                | Catedral de la Natividad de Nuestra Señora | plateresco     |          |          |
| Jaén                 | Catedral de la Asunción                    | renacentista   |          |          |
| Jerez de la Frontera | San Dionisio                               | gótico-mudéjar |          |          |
| Guadix               | Catedral de la Encarnación                 | plateresco     |          |          |

### Aragón

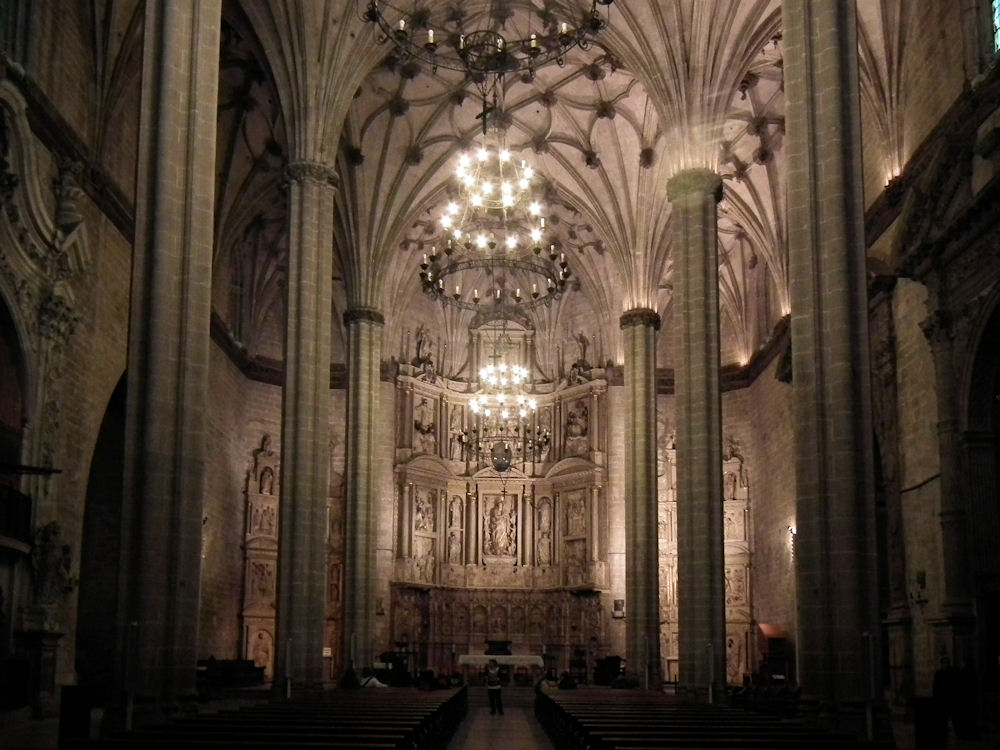
Catedral de Barbastro

- Iglesia de San Lorenzo de Magallón
- San Francisco[8] de Alcañiz, barroco
- Santa María la Mayor[8] de Alcañiz (antigua colegiata), barroco
- Iglesia de Santa María la Real[9] de Ariza
- Catedral de Santa María de la Asunción de Barbastro
- Iglesia parroquial de San Pedro Mártir[8][10] de Berge
- Iglesia Parroquial del Salvador[8] de Belmonte de San José, barroco
- Iglesia de San Pedro de los Francos[11] de Calatayud, mudéjar
- Iglesia de la Natividad[8][12] de Castelserás, barroco
- Iglesia de Nuestra Señora de los Remedios[8][13] de La Cerollera, barroco
- Basílica de Santa María[14] de Daroca
- Iglesia de Santa Elena[8][15] de Seno, barroco

### Cantabria

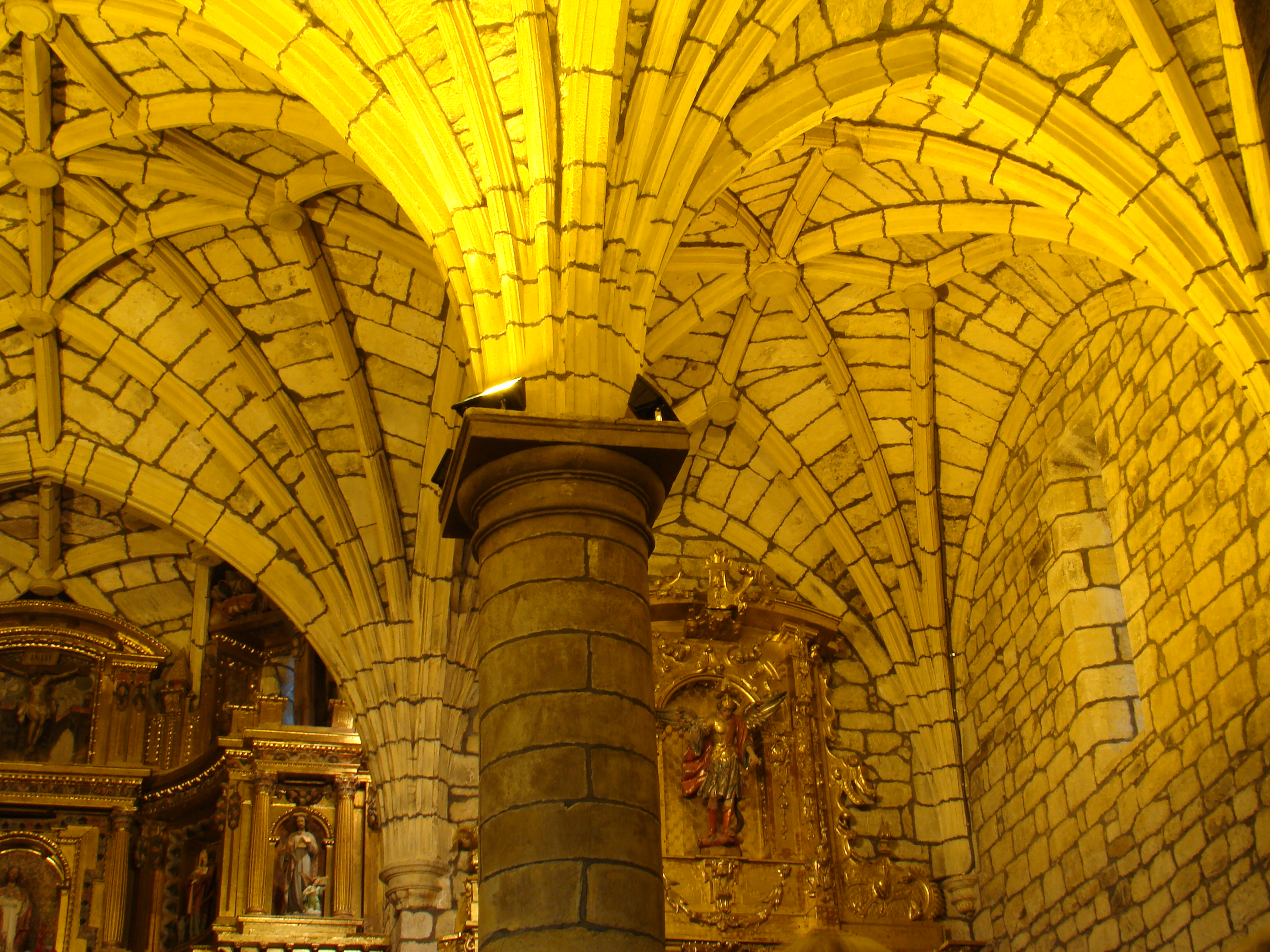
San Pedro y San Felices de Liérganes

- Iglesia parroquial de San Pedro y San Felices de Liérganes
- Iglesia de Santa María la Mayor de Novales
- Iglesia de San Jorge de Penagos
- Iglesia de San Félix de Valle, municipio de Ruesga
- Iglesia de Santa María de los Ángeles San Vicente de la Barquera

### Castilla y León

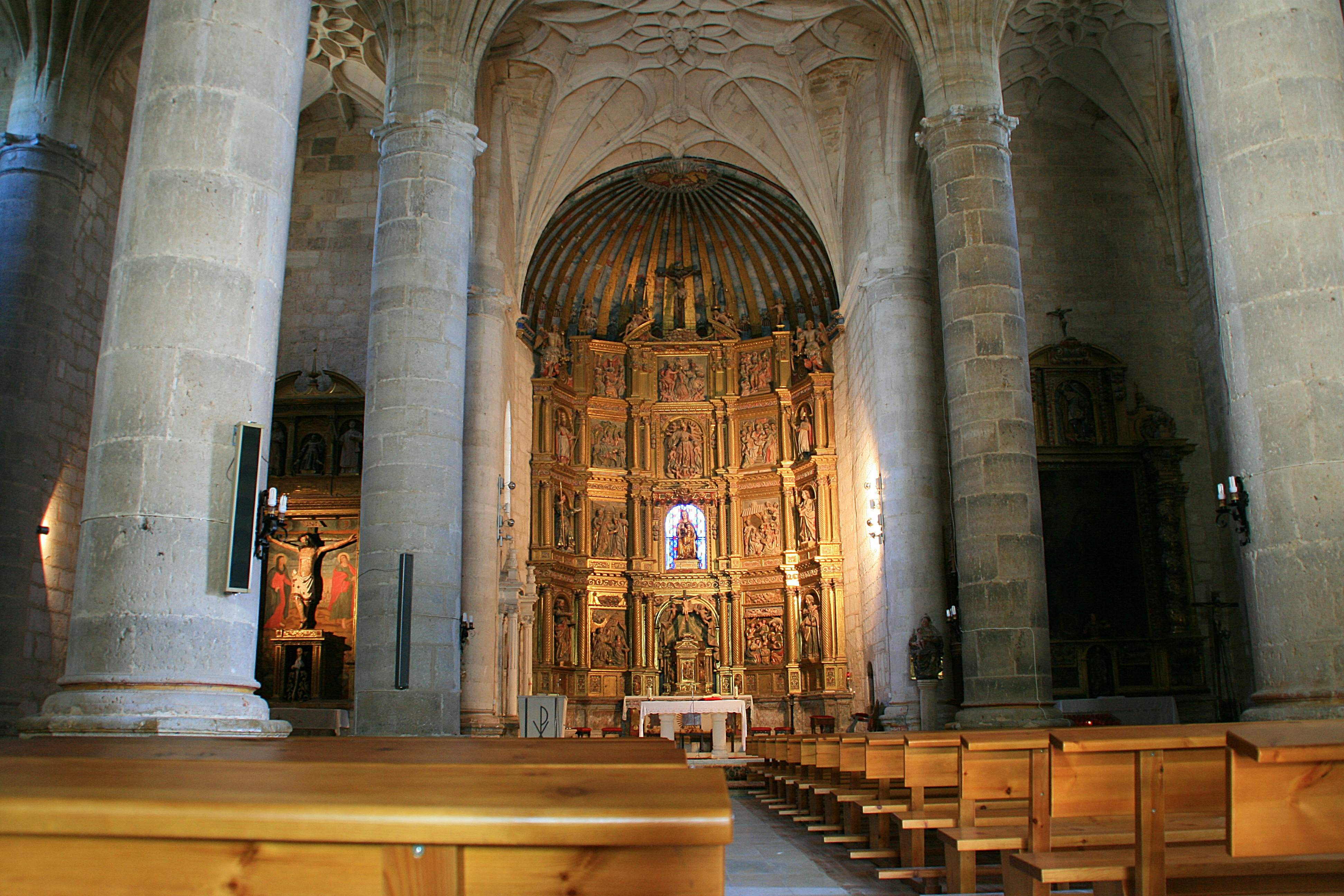
Asunción de Nuestra Señora, Olmillos de Sasamón

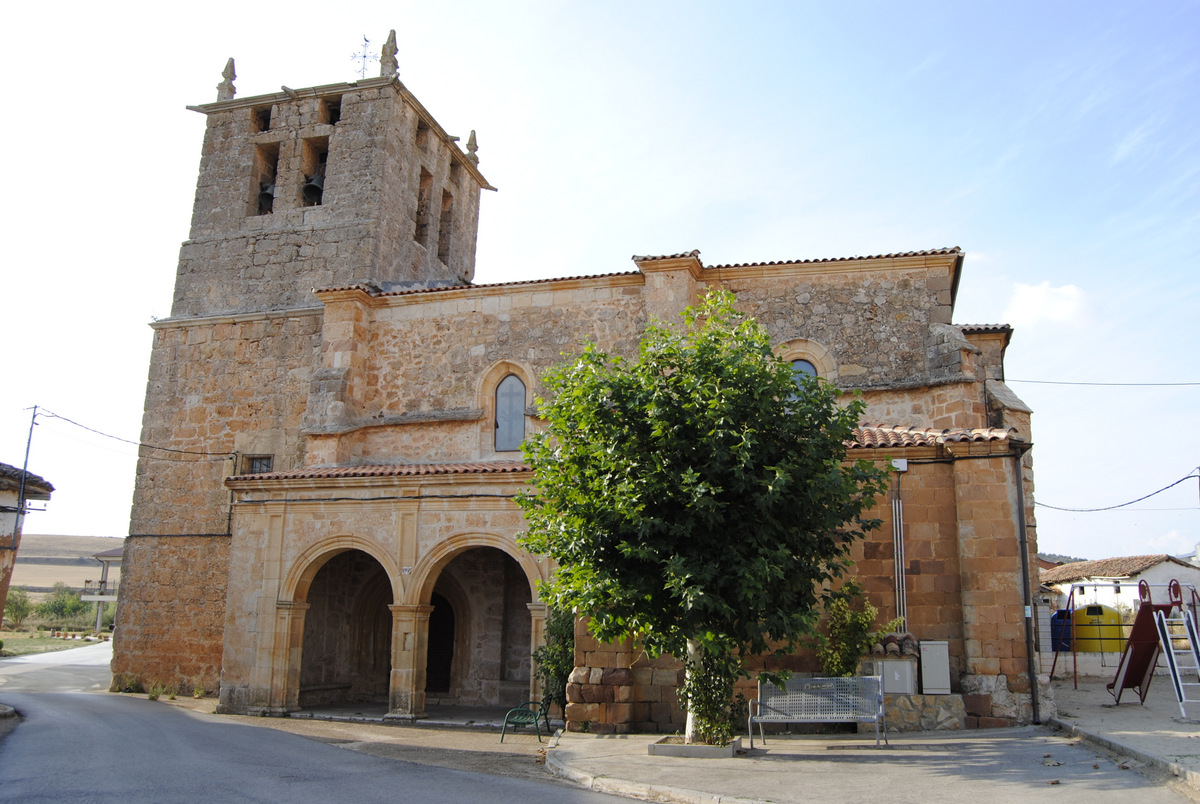
Santa Columba Salazar de Amaya

#### Provincia de Ávila
- Iglesia de Nuestra Señora de la Asunción Arenas de San Pedro

#### Provincia de Burgos
- Iglesia de San Juan (imágenes) de Castrojeriz
- Iglesia de Cilleruelo de Abajo
- Iglesia de Santa Cecilia de Espinosa de los Monteros
- Iglesia de San Martín de Iglesias, partes básicas antes de 1602
- Iglesia de Santa Cruz[16] de Medina de Pomar
- Iglesia de la Asunción de Melgar de Fernamental
- Iglesia de San Saturnino de Moneo (Burgos) (comarca de las Merindades)
- Iglesia de San Esteban de Moradillo de Sedano
- Iglesia de la Asunción de Nuestra Señora (imágenes)  de Olmillos de Sasamón
- Iglesia de Rubena
- Iglesia de Santa Columba en Salazar de Amaya
- Iglesia de Torresandino
- Monasterio de Santa María de La Vid, 1522–1544
- Iglesia de Nuestra Señora de la Asunción de Villahoz
- Iglesia de Nuestra Señora de la Asunción de Villasandino, 1548–1551
- Iglesia de Villasidro
- Iglesia de la Inmaculada/Purísima Concepción Villaveta, 1529-38
- Iglesia de la Inmaculada Concepción de Gete.
- Iglesia de San Juan Bautista de Doña Santos en el municipio de Araúzo de Miel.
- Iglesia de San Martín de Tours de Coruña del Conde.

#### Provincia de León
- Iglesia de San Lorenzo de Sahagún, salón escalonado, ESTILO MUDÉJAR

#### Provincia de Palencia
- Iglesia de Santa Eugenia de Becerril de Campos, a partir de 1536
- San Andrés de Carrión de los Condes, 1562
- Iglesia de San Juan Bautista de Palenzuela

#### Provincia de Salamanca
- Iglesia parroquial de Ledesma, c. 1552
- iglesia de las Bernardas de Salamanca
- Iglesia de Saucelle, antes de 1553

#### Provincia de Segovia

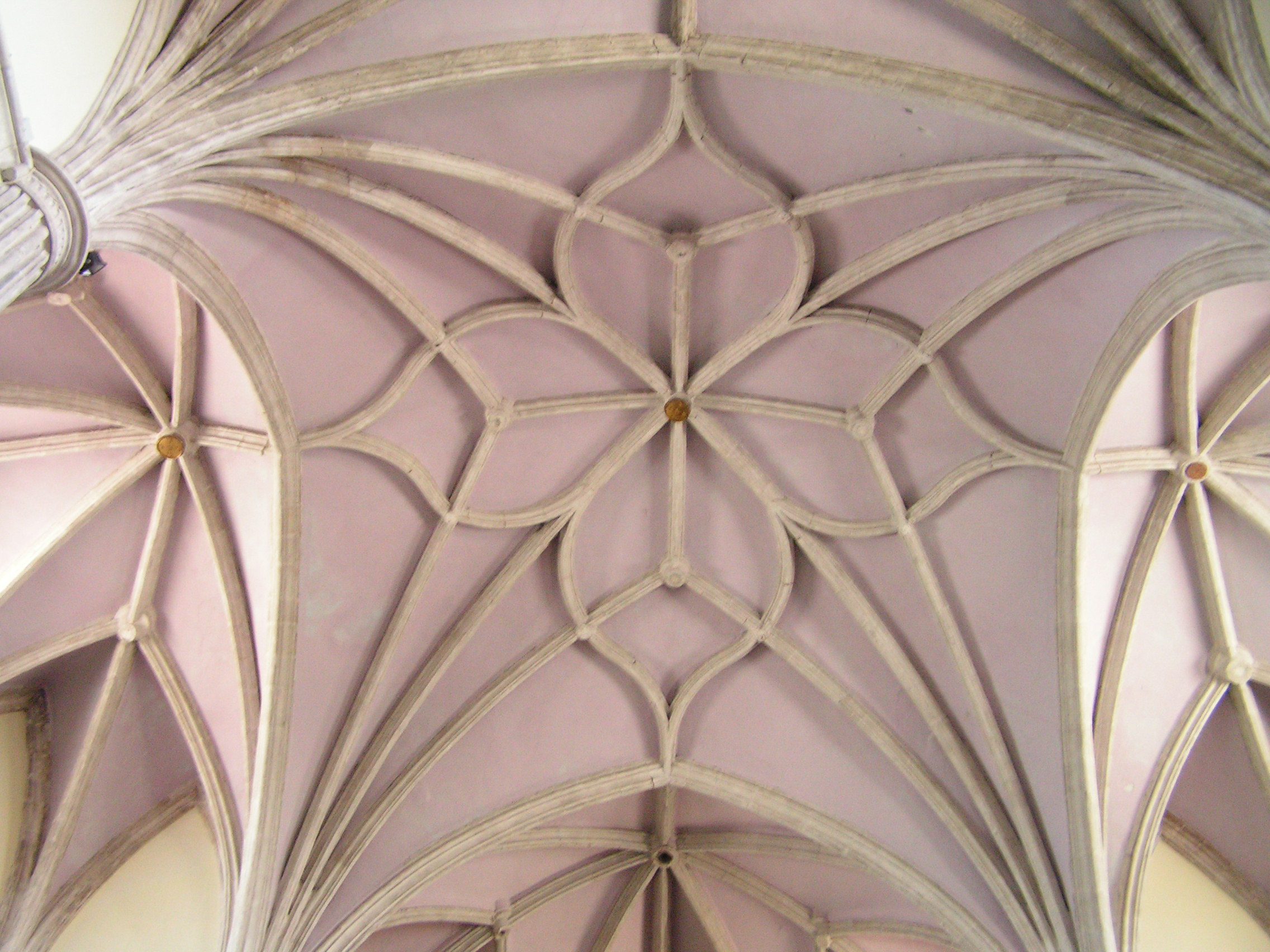
Coro de Santa María la Mayor, Coca

- Iglesia de Nuestra Señora de la Asunción en Paradinas, gótica (s. XVI)
- Santa María la Mayor de Coca con partes basilicales pero un coro de planta de salón
- Iglesia de San Eutropio en El Espinar
- Capilla mayor del Monasterio de Santa María del Parral, 1472-1485
- Iglesia de San Sebastián de Villacastín, 1529-52

#### Provincia de Soria
- Colegiata de Santa María de Berlanga de Duero, 1526-1530
- Soria
  - Iglesia de Santo Domingo, siglo XII
  - Concatedral de San Pedro, 1545-1575

#### Provincia de Valladolid
- Iglesia de Santiago de Cigales, 1533- 65
- Iglesia de los Santos Justo y Pastor (Cuenca de Campos),[17] estilo mudéjar
- Colegiata de San Antolín de Medina del Campo
- Iglesia del Convento de San Francisco de Medina de Rioseco, 1491-1520
- Iglesia de Santiago Apóstol (o de los Caballeros) de Medina de Rioseco, 1533-1577
- Iglesia de Santa María de Mediavilla[18] en Medina de Rioseco
- Iglesia de San Martín de Mota del Marqués, 1524-1534
- Iglesia de San Pedro Apóstol de Mucientes
- Iglesia de los Santos Juanes de Nava del Rey, 1560-1577
- Iglesia del Santísimo Salvador[18][19] de Simancas, románica
- Iglesia de Santiago[18] de Villalba de los Alcores
- Iglesia de Santa María de Villabrágima en el municipio de Medina del Campo

#### Provincia de Zamora
- Iglesia de San Julián de los Caballeros de Toro, 1545-1577

### Castilla-La Mancha

#### Provincia de Guadalajara
- Iglesia de Albalate de Zorita
- Iglesia de Albares
- Iglesia de Almadrones
- Iglesia de Almonacid de Zorita
- Iglesia de Arbancón

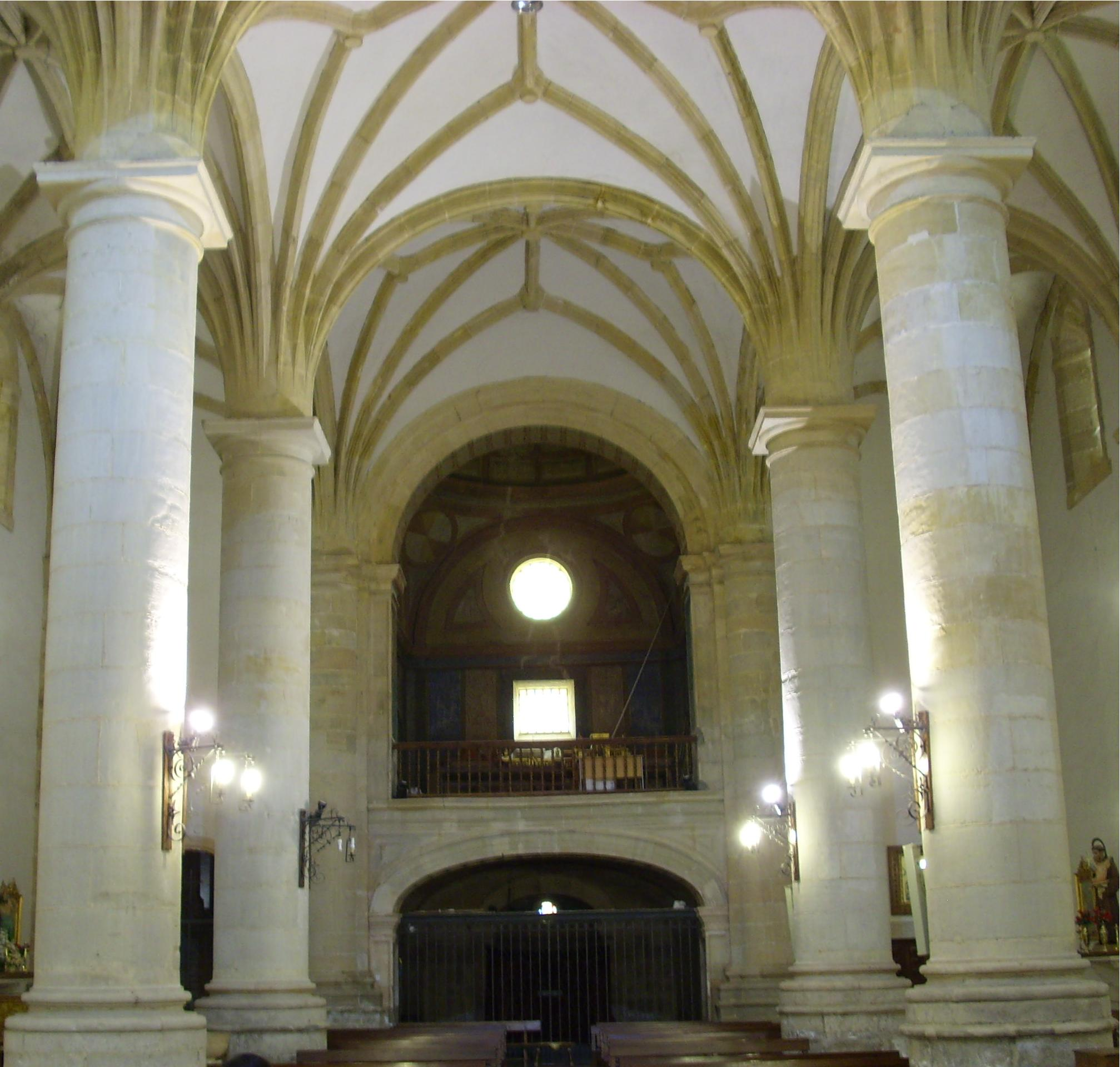
Iglesia de Sacedón

- Iglesia de San Juan del Mercado en Atienza
- Iglesia de Cercadillo
- Iglesia de Chiloeches
- Iglesia de Miralrío
- Iglesia de Pareja
- Iglesia de Peñalver, alturas un poco distintas
- Iglesia de Quer
- Iglesia de Sacedón
- Iglesia de Santa María de Cogolludo
- Iglesia de Tamajón
- Iglesia de La Asunción en Tendilla[20]

#### Provincia de Cuenca
- Iglesia Parroquial de San Andrés en Campillo de Altobuey[21]
- Iglesia parroquial de la Asunción[22] en El Provencio

### Cataluña

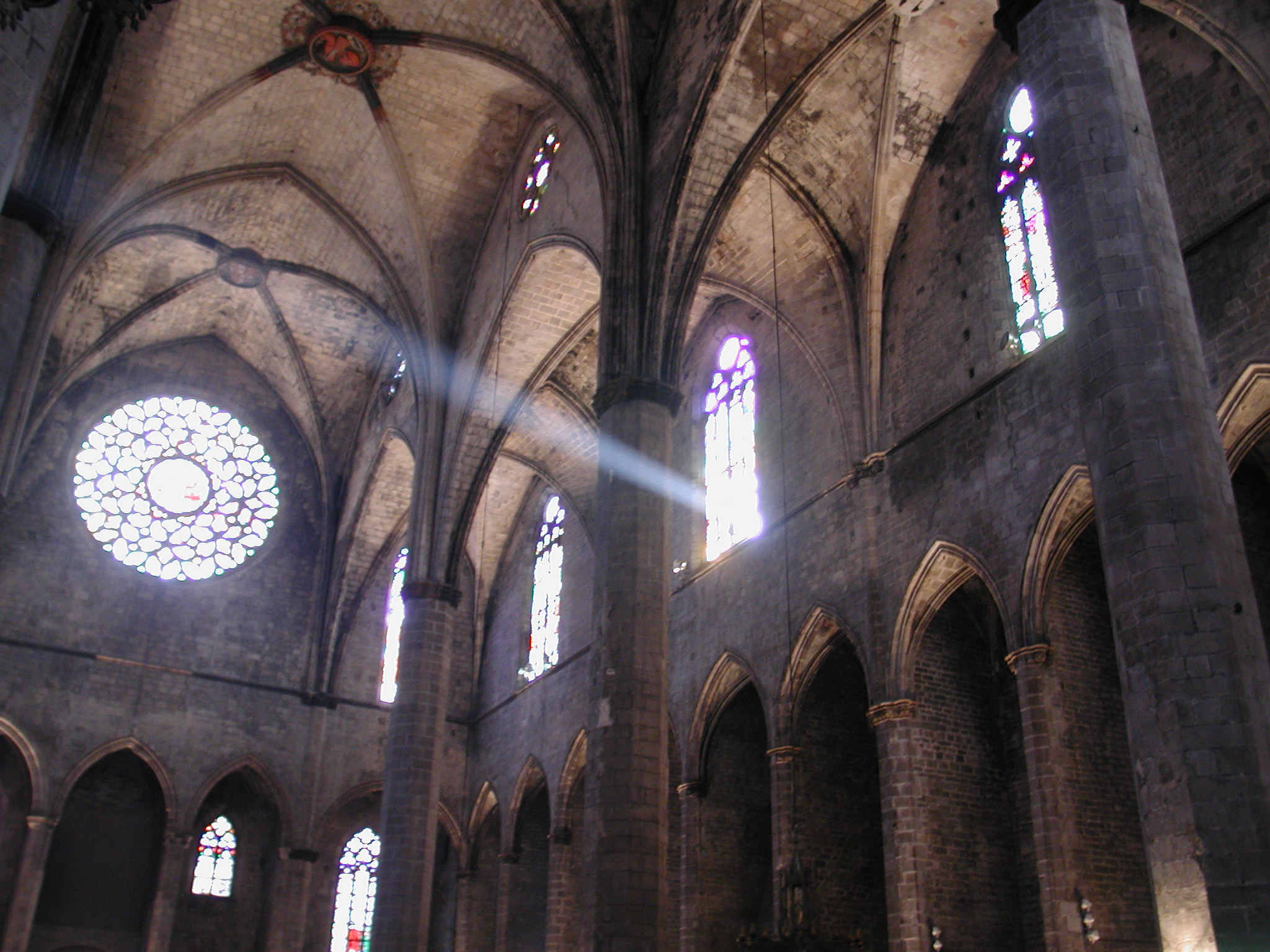
Santa María del Mar en Barcelona, una verdadera basílica con proporciones de salón escalonado

- Basílica de Santa María del Mar de Barcelona, planta basilical con proporciones de salón escalonado
- Iglesia de Batea, renacentista
- Capilla San Jorge del Palacio de la Generalidad de Cataluña en Barcelona, renacentista
- Basílica de Santa María del Mar de Barcelona, gótico
- Capilla de la Universidad de Cervera, renacentista
- Iglesia parroquial de Grañena (Lérida), renacentista
- Iglesia parroquial de Guisona, renacentista
- Catedral de la Seu Vella de Lérida, renacentista
- Sant Cugat del Racó (artículo catalán), estilo lombardo

### Extremadura
Provincia de Badajoz
- Nuestra Señora de los Ángeles[23] de Los Santos de Maimona

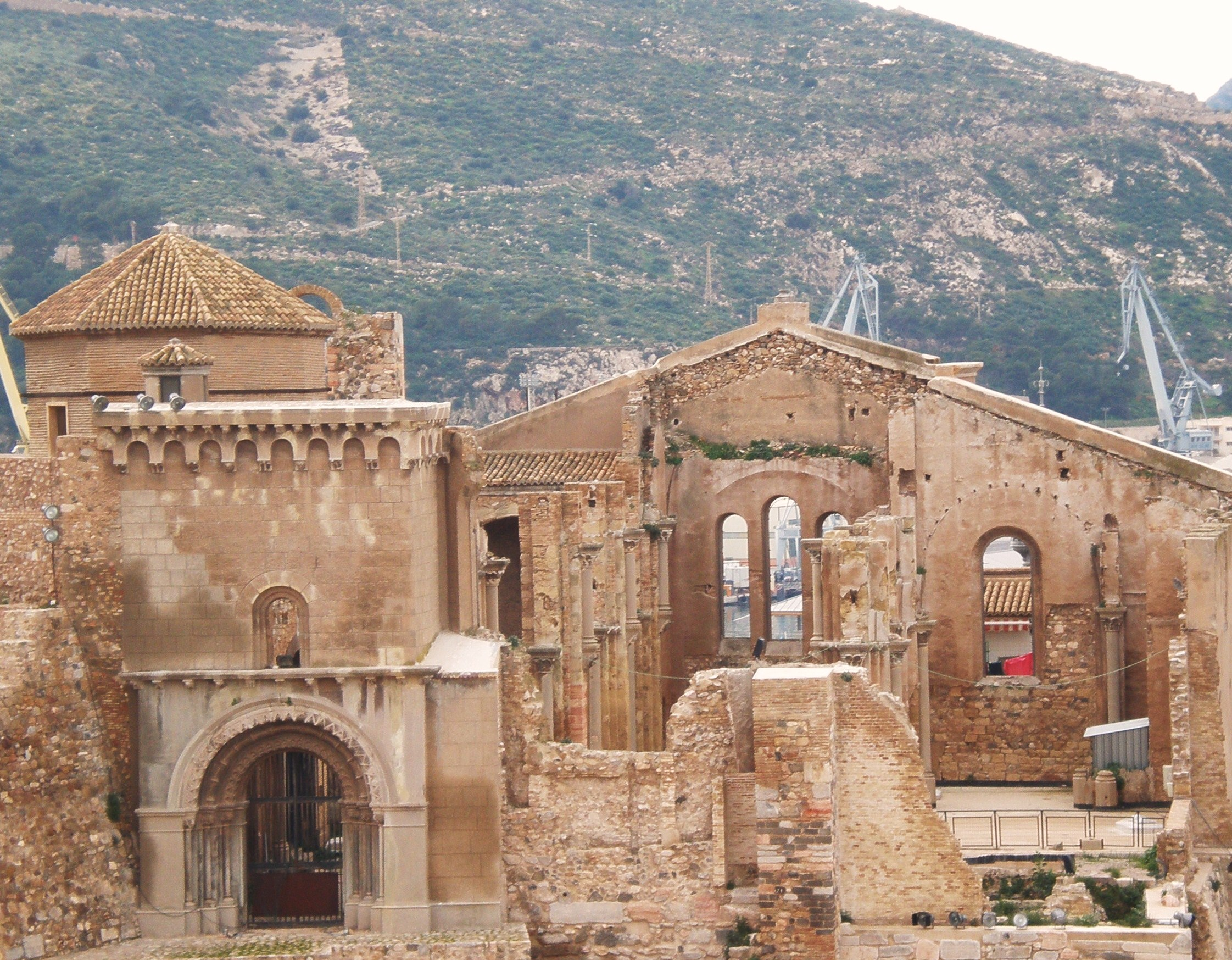
Ruinas de la catedral de Cartagena

### Murcia
- Iglesia San Martín[24] de Callosa de Segura
- Iglesia el Salvador[25] de Caravaca de la Cruz
- Catedral de Cartagena

### La Rioja
- Coro del Monasterio de Nuestra Señora de la Piedad de Casalarreina

### País Vasco

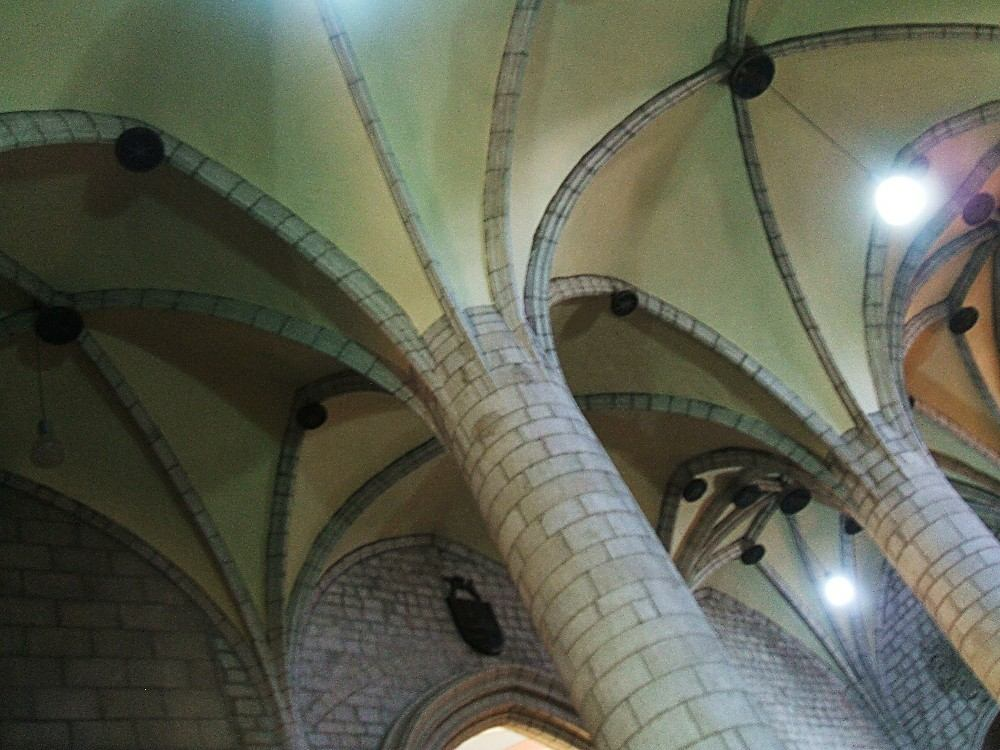
San Vicente de Vitoria

- San Juan Bautista[26]  de Aulesti (Murelaga) (Vizcaya)
- San Sebastián de Soreasu[27] de Azpeitia (Guipúzcoa)
- Basílica de Nuestra Señora de Begoña en Bilbao, basílica con proporciones de salón escalonado
- San Vicente de Vitoria